# Н’До, Режис
Режи́с Н’До (фр. Régis N'Do; род. 22 мая 2001, Attecoubé) — буркинийский футболист, вингер клуба «Хапоэль» Хайфа и сборной Буркина-Фасо.

## Карьера

### «Бетис Депортиво»

#### Начало карьеры
Занимался футболом в ивуарийской академии ЛСАТ, откуда затем в начале 2017 года перешёл в малийскую академию «Дерби». В июле 2019 года перешёл в испанский клуб «Реал Бетис», в котором присоединился к юношеской команде в возрастной категории до 19 лет. В скором времени был отправлен в распоряжение второй команды клуба, за которую дебютировал 31 октября 2019 года в матче против клуба «Сьюдад-де-Лусена», выйдя на поле в стартовом составе. По итогу дебютного сезона вместе с клубом заняли первое место в своей группе, выйдя в стадию плей-офф на право повышения в дивизионе. Вместе с клубом вышли во Второй дивизион, победив в финале плей-офф 25 июля 2020 года клуб «Сьюдад-де-Лусена». В своём следующем сезоне продолжал выступать за вторую команду клуба, вместе с которой по итогу смог получить право на повышение в Первый дивизион.

#### Аренда в «Оливейру-ду-Ошпитал»
В августе 2021 года на правах арендного соглашения присоединился к португальскому клубу «Оливейра-ду-Ошпитал», соглашение с которым было рассчитано до конца сезона. Дебютировал за клуб 25 сентября 2021 года в матче Кубка Португалии против клуба «Унион Мадейра», выйдя на поле в стартовом составе, также отличившись дебютным забитым голом. Первый матч в чемпионате сыграл 2 октября 2021 года против клуба «Алверка», выйдя на замену на 77 минуте. Своим первым забитым голом в чемпионате отличился 24 октября 2021 года в матче против клуба «Амора». По итогу сезона вместе с клубом завершил чемпионат на итоговом десятом месте в турнирной таблице, отправившись в раунд на выбывание. Всего за сезон отличился 5 забитыми голами. По окончании срока арендного соглашения покинул клуб. 

### «Эштрела» Амадора

#### Сезон 2022/23
В августе 2022 года перешёл в португальский клуб «Эштрела», с которым заключил трёхлетний контракт. Дебютировал за клуб 28 августа 2022 года в матче против клуба «Порту B», выйдя на замену на 54 минуте. Своим дебютным забитым голом за клуб отличился 27 ноября 2022 года в матче Кубка португальской лиги против клуба «Морейренсе». Первым забитым голом в  чемпионате отличился 7 апреля 2023 года против клуба «Мафра». По итогу сезона вместе с клубом стал бронзовым призёром чемпионата, отправившись в стыковые матчи. Вместе с клубом по итогу стыковых матчей победили «Маритиму», заработав право на повышение в высший дивизион, в которых футболист отличился также забитым голом. Всего за сезон отличился 5 забитыми голами и 2 голевыми передачами.

#### Сезон 2023/24
Новый сезон начал 23 июля 2023 года с матча Кубка португальской лиги против клуба «Портимоненсе», выйдя на поле в стартовом составе, также отличившись своей первой голевой передачей. Свой дебютный матч в чемпионате сыграл 13 августа 2023 года против «Витории» Гимарайнш, выйдя на поле в стартовом составе. В сентябре 2023 года выбыл из распоряжения клуба из-за травмы. Первым забитым голом в сезоне отличился 14 января 2024 года в матче против клуба «Жил Висенте». По итогу сезона вместе с клубом завершил чемпионат на итоговом четырнадцатом месте, сохранив прописку в высшем дивизионе. На протяжении сезона выступал за португальский клуб в роли одного из основных игроков, большую часть матчей начиная со скамейки запасных, отличившись забитым голом и 2 голевыми передачами во всех турнирах.

#### Аренда в «Лейшойнш»
В августе 2024 года на правах арендного соглашения присоединился к португальскому клубу «Лейшойнш», соглашение с которым было заключено до конца сезона. Дебютировал за клуб 24 августа 2024 года в матче против клуба «Пасуш де Феррейра», выйдя на замену на 81 минуте. Первым результативным действием за клуб отличился 14 декабря 2024 года в матче против клуба «Пенафиел», отдав голевую передачу. Дебютным забитым голом за клуб отличился 2 марта 2025 года в матче против клуба «Портимоненсе». По итогу сезона вместе с клубом завершил чемпионат на итоговом тринадцатом месте. Всего за клуб отличился забитым голом и голевой передачей. По окончании срока арендного соглашения покинул португальский клуб.

### «Хапоэль» Хайфа
В июле 2025 года перешёл в израильский клуб «Хапоэль» Хайфа, подписав контракт до конца сезона.

## Международная карьера
Футболист родился в семье с буркинийскими и ивуарийскими корнями, также имея малийское гражданство, так как переехал в Мали в юном возрасте. В декабре 2023 года сменил себе футбольное гражданство на буркинийское. В марте 2024 года получил вызов в национальную сборную Буркина-Фасо. Дебютировал за сборную 26 марта 2024 года в товарищеском матче против сборной Нигера, выйдя на замену на 78 минуте.